# Češalj
 Ovo je glavno značenje pojma Češalj. Za naselje u općini Višegrad, BiH pogledajte Češalj (Višegrad, BiH).
Češalj (od praslavenskog česati = češati) je predmet, pljosnate nazubljene forme, koji se koristi za njegu kose, kao i za uređivanje drugih 
vlakana.

## Karakteristike i povijest
To je jedan od najstarijih alata kojim se Homo sapiens služi od prapovijesti.
Najstariji češljevi iskopani na području Perzije stari su oko 5000 godina pr. Kr., što se poklapa sa vremenom prvih indoeuropskih migracija.
Češljevi se nisu koristi samo u kozmetičke svrhe, već i za higijenske, naročito za uklanjanje uši i sličnih parazita.
Češljevi su univerzalni, ali svaka kultura ima vlastiti stil izrade, i koristi specifičan materijal. Najčešći su oni ručno izrađeni od drva šimšira, trešnje i bora, 
kakvih se još uvijek može naći po soskim sajmovima u Aziji. Ali ima i mnogo onih napravljenih od stočnih rogova, pa su tako najstariji sačuvani oni izrađeni od slonovače ili nekih drugih kostiju.
Kasnije su izrađivani od zlata, srebra, kositra i mjedi, ali su ipak oni izrađeni od kornjačinog oklopa i rogova puno elastičniji i podatniji.
Veliki preokret u izradi češljeva dogodio se 1869. kad su Amerikanci braća Isaiah i John Hyatt, eksperimentirajući u svom laboratoriju sa celuloidom proizvela prvi plastični češalj.
Nakon tog započela je revolucija u načinu proizvodnje češljeva.

## Vanjske poveznice
|  | Zajednički poslužitelj ima još gradiva o temi Češalj |

- Combs (engl.)